# جلال کلانتری
جلال کلانتری دیپلمات، متولد استان زنجان،شهرستان سلطانیه ، سفیر پیشین ایران در مکزیک می‌باشد.

## پیشینه
کلانتری پیش از این در سمت‌های مختلف در خارج از کشور از جمله معاون سفارت ایران در پاکستان و سفیر ایران در فیلیپین مشغول به کار بوده‌است. وی همچنین در سمت‌های رئیس ادارات اول و دوم آسیای غربی اشتغال داشته و آخرین پست وی رئیس مرکز مطالعات آسیا و اقیانوسیه در دفتر مطالعات سیاسی و بین‌المللی بوده‌است.